# Hipparchus (nhà thiên văn học)
Hipparchus xứ Nicaea (/hɪˈpɑːrkəs/; tiếng Hy Lạp: Ἵππαρχος , Hipparkhos; k. 190 – k. 120 TCN) là một nhà thiên văn học, nhà địa lý và nhà toán học người Hy Lạp. Ông được coi là người sáng lập ra lượng giác học, nhưng nổi tiếng nhất với khám phá tình cờ về hiện tượng tiến động của các điểm phân. Hipparchus sinh ra ở Nicaea, Bithynia, và có lẽ mất trên đảo Rhodes, Hy Lạp. Theo ghi nhận, sự nghiệp thiên văn học của ông diễn ra trong khoảng từ năm 162 đến 127 TCN.
Hipparchus được coi là nhà quan sát thiên văn vĩ đại nhất thời cổ đại và theo một số người nhận định, ông nhìn chung nhà thiên văn vĩ đại nhất thời cổ đại. Ông là người đầu tiên phát triển các mô hình chuyển động mang tính định lượng có độ chính xác cao về Mặt Trăng và Mặt Trời mà vẫn còn tồn tại tới ngày nay. Để làm được điều đó, chắc hẳn ông đã tận dụng các quan sát và có lẽ cả các kỹ thuật toán học được tích lũy qua nhiều thế kỷ bởi người Babylon và Meton của Athens (thế kỷ thứ năm trước Công nguyên), Timocharis, Aristyllus, Aristarchus của Samos, và Eratosthenes, và nhiều người khác nữa.
Ông đã phát triển lượng giác và xây dựng các bảng lượng giác, cũng như giải quyết được một số vấn đề về lượng giác cầu. Với lý thuyết về mặt trời, mặt trăng và lượng thuyết giác của mình, ông có lẽ là người đầu tiên phát triển một phương pháp đáng tin cậy để dự đoán nhật thực.
Những thành tựu nổi tiếng khác của ông bao gồm việc khám phá và đo đạc hiện tượng tiến động của Trái đất, biên soạn danh mục sao toàn đầu tiên của thế giới phương Tây. Có thể ông chính là người phát minh ra thước trắc tinh, cũng như hỗn thiên nghi mà ông đã sử dụng trong quá trình biên soạn danh mục sao. Đôi khi Hipparchus được nhắc tới như là "cha đẻ của thiên văn học", danh hiệu mà Jean Baptiste Joseph Delambre là người đầu tiên phong cho ông.

## Cuộc đời và sự nghiệp
Hipparchus sinh ra ở Nicaea (tiếng Hy Lạp là Νίκαια), ở Bithynia. Ngày tháng chính xác về cuộc đời của ông không được ghi lại, nhưng theo Ptolemy thì các quan sát thiên văn của ông diễn ra trong giai đoạn 147–127 TCN, một số được thực hiện tại Rhodes. Năm sinh của Hipparchus (khoảng năm 190 TCN) được Delambra tính toán dựa trên những manh mối trong công trình nghiên cứu của ông. Hipparchus chắc chắc vẫn còn sống một khoảng thời gian nào đó sau năm 127 TCN, bởi vì đó là năm ông phân tích và xuất bản những khám phá của mình. Hipparchus thu thập kiến thức từ Alexandria cũng như Babylon, nhưng không rõ ông đã đến những nơi này hay chưa, và nếu có thì khi nào. Người ta tin rằng ông qua đời trên đảo Rhodes, đó là nơi ông sống phần lớn thời kỳ sau của cuộc đời.
Vào thế kỷ hai và ba, xứ Bithynia đúc đồng xu để tượng niệm Hipparchus, trên đó ghi tên ông và khắc hình ảnh ông cùng một khối cầu.
Tương đối ít tác phẩm của Hipparchus còn tồn tại đến thời hiện đại. Mặc dù ông biên soạn ít nhất mười bốn tựa sách, hiện chỉ còn các bình luận của ông về bài thơ thiên văn phổ biến của Aratus là còn tồn tại, nhờ công của những người sao lục sau thời ông. Hầu hết những điều người ta biết về Hipparchus đến từ tác phẩm Geography (Địa lý) của Strabo và Natural History (Lịch sử tự nhiên) của Pliny, ra đời vào thế kỷ thứ nhất; tác phẩm Almagest của Ptolemy vào thế kỷ thứ hai; và những nhận xét về tác phẩm Almagest của Pappus và Theo xứ Alexandria vào thế kỷ thứ tư, trong đó có nhắc tới Hipparchus.
Hipparchus đứng trong số những người đầu tiên tính toán hệ nhật tâm, nhưng ông đã từ bỏ công trình này bởi các tính toán cho thấy quỹ đạo không phải là đường tròn hoàn hảo như niềm tin của giới khoa học lúc bấy giờ. Mặc dầu Seleucus xứ Seleucia, một người sống cùng thời Hipparchus, vẫn ủng hộ mô hình nhật tâm, nhưng sự phủ nhận mô hình nhật tâm của Hipparchus, được khuyến khích bởi quan điểm của Aristotle, vẫn duy trì thắng thế trong suốt gần 2000 năm, mãi cho tới khi thuyết nhật tâm của Copericus đảo ngược tình thế.
Tác phẩm duy nhất của Hipparchus còn được bảo tồn là Τῶν Ἀράτου καὶ Εὐδόξου φαινομένων ἐξήγησις ("Bình luận về Phaenomena của Eudoxus và Aratus"). Đây là bộ tác phẩm hai quyển chỉ trích mạnh mẽ bài thơ phổ biến của Aratus, viết dựa theo tác phẩm của Eudoxus. Hipparchus cũng soạn một danh sách ghi các tác phẩm lớn của ông, trong đó dường như đề cập khoảng mười bốn cuốn sách, tuy nhiên danh sách này chỉ được các tác giả sau này đề cập tới. Danh mục sao nổi tiếng của Hipparchus được Ptolemy sử dụng. Có thể tái tạo gần như đúng hoàn toàn số liệu trong danh mục sao Hipparchus bằng cách lấy kinh độ sao trong danh mục của Ptolemy trừ đi tám phần ba độ. Hipparchus có lẽ là người soạn ra bảng lượng giác đầu tiên, chính vì thế hiện nay ông được tôn làm "cha đẻ của lượng giác học".